# 1985 en sport
Cet article présente les faits marquants de l'année 1985 en sport.

## Athlétisme
- Lancement des 48 heures pédestres de Surgères.

## Automobile
- 13 octobre : Alain Prost devient le premier Français à remporter le Championnat du monde de Formule 1 au volant d'une McLaren-TAG Porsche.

## Baseball
- Les Royals de Kansas City remportent la Série mondiale face aux Cardinals de Saint-Louis
- Finale du championnat de France : Paris UC bat Limeil-Brévannes

## Basket-ball
- CSP Limoges est champion de France.
- NBA : les Lakers de Los Angeles sont champion NBA en battant les Celtics de Boston 4 manches à 2.

## Boxe
- 21 septembre : l'ancien champion olympique des poids moyens (71 - 75 kg) aux Jeux de Montréal (1976), Michael Spinks, unique champion du monde professionnel invaincu dans cette catégorie, devient le premier et seul champion du monde d'une catégorie inférieure à avoir défié et vaincu le tenant du titre des poids lourds en battant Larry Holmes, invaincu après 48 combats, et qui espérait rejoindre dans la légende Rocky Marciano, qui s'était retiré invaincu après 49 victoires.

## Football
- 27 janvier : pour la venue des Girondins de Bordeaux au stade de la Beaujoire, le F.C Nantes établit un nouveau record d'affluence : 44 927 spectateurs.
- 29 mai : la finale de la Coupe d'Europe des clubs champions se transforme en drame au stade du Heysel (Belgique). La Juventus bat néanmoins le Liverpool FC.
- 5 février : La naissance du Portugais Cristiano Ronaldo

## Football américain
- 20 janvier : Super Bowl XIX : 49ers de San Francisco battent les Dolphins de Miami 38 à 16.
- Finale du championnat de France : Paris Jets bat Challengers Paris.

## Hockey sur glace
- Les Oilers d'Edmonton remportent la Coupe Stanley.
- Coupe Magnus : Saint-Gervais champion de France.
- Davos champion de Suisse.
- La Tchécoslovaquie remporte le championnat du monde.

## Natation
- La 1re édition des Championnats pan-pacifiques se déroule à Tokyo, du 15 au 18 août.
- 18 août : à Tokyo, lors de la finale des Championnats pan-pacifiques, l'équipe des États-Unis, composée de Rick Carey, John Moffet, Pablo Morales et Matt Biondi bat le record du monde du relais 4×100 m 4 nages et le porte à 3 min  38 s 28.

## Rugby à XIII
- 19 mai : à Narbonne, le XIII Catalan remporte la Coupe de France face à Limoux 24-7.
- 26 mai : à Toulouse, le XIII Catalan remporte le Championnat de France face au Pontet 26-6.

## Rugby à XV
- L'Irlande remporte le Tournoi des Cinq Nations.
  - Article détaillé : Tournoi des cinq nations 1985
- Le Stade toulousain est champion de France.

## Ski alpin
- Championnats du monde à Valtellina (Italie) : la Suisse remporte 8 médailles, dont 4 d'or.
- Coupe du monde
  - Le Luxembourgeois Marc Girardelli remporte le classement général de la Coupe du monde.
  - La Suissesse Michela Figini remporte le classement général de la Coupe du monde féminine.

## Tennis
- 7 juillet : Boris Becker, dit Boum-Boum, joueur de tennis allemand remporte la finale homme du tournoi de Wimbledon. Il est le plus jeune vainqueur, puisque âgé de 17 ans et 7 mois.

- Open d'Australie :  Stefan Edberg gagne le tournoi masculin, Martina Navrátilová s'impose chez les féminines.
- Tournoi de Roland-Garros :  Mats Wilander remporte le tournoi masculin, Chris Evert gagne dans le tableau féminin.
- Tournoi de Wimbledon :  Boris Becker gagne le tournoi masculin, Martina Navrátilová s'impose chez les féminines.
- US Open :  Ivan Lendl gagne le tournoi masculin, Hana Mandlíková gagne chez les féminines.
- La Suède gagne la Coupe Davis face à l'Allemagne en finale (3-2).
  - Article détaillé : Coupe Davis 1985

## Échecs
- Gary Kasparov bat Anatoli Karpov et devient champion du monde.

## Naissances en1985

### Janvier
- 6 janvier : Valerio Agnoli, coureur cycliste italien.
- 7 janvier : Lewis Hamilton, pilote automobile britannique.
- 11 janvier : Kazuki Nakajima, pilote automobile japonais.
- 15 janvier : Enrico Patrizio, joueur de rugby à XV italien.
- 17 janvier : Anna Alminova, athlète russe spécialiste des épreuves de demi-fond.
- 18 janvier : Elke Clijsters, joueuse de tennis belge.
- 30 janvier : Gisela Dulko, joueuse de tennis argentine.

### Février
- 3 février : Justin Doellman, basketteur américain.
- 4 février : Romain Buffet, judoka français.
- 10 février : João Schlittler, judoka brésilien évoluant dans la catégorie des plus de 100 kg (poids lourds).
- 12 février : Przemysław Stańczyk, nageur polonais.
- 20 février : Matt Trautman, triathlète sud-africain.
- 28 février : Dusty Collins, joueur de hockey sur glace américain.

### Mars
- 3 mars : David Davies, nageur britannique.
- 20 mars : Morgan Amalfitano, footballeur français.
- 26 mars : Prosper Utseya, joueur zimbabwéen de cricket.
- 28 mars :
  - Steve Mandanda, footballeur français d'origine congolaise évoluant au poste de gardien de but.
  - Stanislas Wawrinka, joueur de tennis suisse.

### Avril
- 8 avril : Marie Marchand-Arvier, skieuse alpine française.
- 10 avril : Dion Phaneuf, joueur de hockey sur glace canadien de la Ligue nationale de hockey.
- 16 avril : Taye Taiwo, footballeur nigérian.
- 17 avril : Jo-Wilfried Tsonga, joueur de tennis français.
- 22 avril : Camille Lacourt, nageur français.
- 27 avril : Julien Serpry, footballeur français.
- 28 avril : Mathilde Johansson, joueuse de tennis française.
- 30 avril : Dan DaSilva, joueur de hockey sur glace canadien.

### Mai
- 10 mai : Diego Tardelli, footballeur brésilien.
- 15 mai : Cristiane, footballeuse brésilienne.

### Juin
- 4 juin : Anna-Lena Grönefeld, joueuse de tennis allemande.
- 8 juin : Sofia Velikaïa, escrimeuse russe pratiquant le sabre.
- 10 juin : Andy Schleck, coureur cycliste luxembourgeois.
- 17 juin : Márcos Baghdatís, joueur de tennis chypriote.
- 25 juin : Sławomir Kuczko, nageur polonais, spécialiste de la brasse.
- 27 juin :
  - Nico Rosberg, pilote automobile allemand.
  - Svetlana Kuznetsova, joueuse de tennis russe.
- 29 juin : Paolo Bossini, nageur italien, spécialiste de la brasse.
- 30 juin : Michael Phelps, nageur américain.

### Juillet
- 2 juillet : Morrisson Faaletino, joueur samoan de rugby à XV.
- 4 juillet : David Larose, judoka français.
- 11 juillet : Alessandro Terrin, nageur italien, spécialiste des 50 et 100 m brasse.
- 16 juillet : Olivier Veigneau, footballeur français.
- 22 juillet : Takudzwa Ngwenya, joueur de rugby à XV américain.
- 25 juillet : Nelson Angelo Piquet, pilote automobile brésilien.

### Août
- 2 août : Jimmy Briand, footballeur français.
- 6 août : Bafétimbi Gomis, footballeur français.
- 8 août : Frédéric Fellay, volleyeur suisse († 4 février 2007).
- 14 août : David Starenky, joueur de hockey sur glace canadien.
- 18 août : Inge Dekker, nageuse néerlandaise.
- 28 août : Jeff Likens, joueur de hockey sur glace américain.
- 30 août : Éva Risztov, nageuse hongroise.

### Septembre
- 17 septembre :
  - Aleksandr Ovetchkine, joueur de hockey sur glace.
  - Tomáš Berdych, joueur de tennis tchèque.
- 20 septembre : Abou Maïga, footballeur béninois.
- 21 septembre : Russ Sinkewich , joueur professionnel américain de hockey sur glace.

### Octobre
- 2 octobre : Laëtitia Payet, judokate française.
- 8 octobre :  Razak Omotoyossi, footballeur béninois. († 19 août 2025).
- 16 octobre : Casey Stoner, pilote de vitesse moto australien, évoluant en MotoGP depuis 2006.
- 24 septembre : Sophie de Ronchi, nageuse française, spéciale des épreuves de brasse et de 4 nages.

### Novembre
- 8 novembre : Vincent Bessat, footballeur français.
- 12 novembre : Ollie Bridewell, pilote de vitesse moto britannique († 20 juillet 2007).

### Décembre
- 2 décembre :
  - Jean-Sébastien Bonvoisin, judoka français.
  - Amaury Leveaux, nageur français.
- 5 décembre : André-Pierre Gignac, footballeur français.
- 8 décembre : Dwight Howard, basketteur américain.
- 11 décembre : Zdeněk Štybar, cycliste tchèque, spécialiste du cyclo-cross.
- 21 décembre : Nicolás Almagro, joueur de tennis espagnol.
- 28 décembre : Taryn Terrell, catcheuse américaine.
- 30 décembre :
  - Lars Boom, coureur cycliste néerlandais.
  - Onyekachi Apam, footballeur nigérian.

## Décès
- 8 novembre : Masten Gregory, pilote automobile américain de Formule 1, ayant disputé 38 Grands Prix en championnat du monde de 1957 à 1965. (° 29 février 1932).
- 10 septembre : Ebbie Goodfellow joueur de hockey sur glace membre du temple de la renommée (° 9 avril 1907)
- 13 novembre : Per-Eric Lindbergh, joueur suédois de hockey sur glace qui a joué dans la Ligue nationale de hockey. (° 24 mai 1959).